# Балои (Империја)
Балои је насеље у Италији у округу Империја, региону Лигурија.
Према процени из 2011. у насељу је живело 9 становника. Насеље се налази на надморској висини од 208 м.